# Ejaculatio retarda
Unter Ejaculatio retarda (lat.) versteht man eine in der Regel psychisch bedingte sexuelle Funktionsstörung in Form einer stark verzögerten Ejakulation. Die Erektion ist dabei nicht beeinträchtigt. Das völlige Ausbleiben des Samenergusses wird als Anejakulation (Impotentia ejaculandi) bezeichnet.

## Ursachen
Diese Art der Potenzstörung ist in der Regel psychisch, in seltenen Fällen auch physisch bedingt. Die klassische Theorie zur Ätiologie der verzögerten Ejakulation stammt von Masters und Johnson (1970). Gemäß ihnen liegt die verzögerte Ejakulation an unzureichender mentaler oder körperlicher Stimulation, die oft mit verminderter Penisempfindsamkeit in Verbindung gebracht wird. Eine weitere Ursache kann das Fehlen der geistigen Erregung sein. Ebenfalls wird verzögerter Samenerguss als Nebenwirkung von antidepressiver Medikation vom Typ Selektiver Serotonin-Wiederaufnahmehemmer berichtet.

## Behandlung
Dazu werden neben der Psychotherapie auch chemisch definierte Medikamente und Naturheilmittel eingesetzt.